# Graafsepoort
De Graafsepoort is een stadsdeel van 's-Hertogenbosch, in de Nederlandse provincie Noord-Brabant. 
Het telt 14.130 inwoners op 1 januari 2021. 
Het stadsdeel bestaat uit de buurten: Hinthamerpoort, Graafsebuurt zuid, Aawijk noord, Graafsebuurt noord, Hintham zuid en Hintham noord. 
Een deel van Hintham is vooroorlogs en inmiddels gerenoveerd. Het grootste aantal woningen stamt uit de jaren vijftig en zestig van de 20e eeuw. Een aantal buurten bevat hoogbouw uit de jaren zestig. Er zijn relatief veel gezinnen met kinderen.
Naar bepaalde delen van de wijk wordt verwezen met 'De Graafsewijk'. Over het algemeen wordt hiermee bedoeld de Hinthamerpoort, Graafsebuurt zuid, Aawijk noord, Graafsebuurt noord.